# 야마나시 대학
야마나시 대학(일본어: 山梨大学, University of Yamanashi)은 일본의 국립 대학이다. 대학 본부는 야마나시현 고후시에 있다.

## 연혁
야마나시 대학은 2002년에 (구) 야마나시 대학(영어: Yamanashi University)이 야마나시 의과대학(山梨醫科大學)과 통합하여 발족하였다.
(구) 야마나시 대학의 기원은 1795년에 에도 막부가 설립한 고후 학문소(甲府學問所) '기텐칸'(徽典館/휘전관)이다. 이 학교가 메이지 시대에 현립(縣立) 사범학교가 되어 1949년에 (구) 야마나시 대학의 학예학부가 되었다 (지금의 교육인간과학부). 1924년에 설립된 야마나시 공업 전문학교(山梨工業專門學校)는 (구) 야마나시 대학 공학부가 되었다. 이 학교가 1947년에 설치한 발효(醱酵) 연구소는 지금의 와인과학 연구센터로 발전하였다.
- 1949년 : (구) 야마나시 대학 발족 (학부: 학예학부, 공학부).
- 1966년 : 학예학부를 교육학부로 개명.
- 1978년 : 야마나시 의과대학 설립.
- 1998년 : 교육학부를 교육인간과학부로 개편.
- 2002년 : (구) 야마나시 대학이 야마나시 의과대학과 통합. 새 야마나시 대학 발족.

이하, (구) 야마나시 대학에 통합된 구 학교들의 연혁이다.
- 1795년 : 에도 막부가 고후 학문소(甲府學問所) 설립.
- 1805년 : '기텐칸'(徽典館/휘전관)으로 명명.
- 1873년 : 가이치(開智) 학교로 개칭.
- 1874년 : 사범강습학교(師範講習學校)로 개칭.
- 1875년 : 야마나시현 사범학교로 개칭.
- 1877년 : 중학 예비학과를 부설 (1880년에 중학교가 됨).
- 1881년 : 사범학교를 중학교와 통합. 야마나시 학교로 개칭.
- 1882년 : '기텐칸'으로 개칭.
- 1886년 : 기텐칸 사범학과가 야마나시 현 심상 사범학교로 개칭.
- 1898년 : 야마나시 현 사범학교로 개칭.
- 1910년 : 현 고후 (서) 캠퍼스로 이전.
- 1924년 : 남자 사범학교와 여자 사범학교를 분리.
- 1943년 : 남자 사범학교를 여자 사범학교와 통합. 관립 야마나시 사범학교로 승격.
- 1949년 : 야마나시 대학 학예학부가 됨.

- 1921년 : 야마나시 현 실업보습학교 교원 양성소(山梨縣實業補習學校敎員養成所) 설립.
- 1927년 : 야마나시 현 실업학교 교원 양성소(山梨縣實業學校敎員養成所)로 개칭.
- 1935년 : 야마나시 현립 청년학교 교원 양성소(山梨縣立靑年學校敎員養成所)로 개칭.
- 1944년 : 관립 야마나시 청년 사범학교로 승격.
- 1949년 : 야마나시 대학 학예학부가 됨.

- 1924년 : 현 고후 (동) 캠퍼스에 야마나시 고등 공업학교 설립.
학과: 기계공학과, 전기공학과, 토목공학과.
- 1940년 : 통신공학과 증설.
- 1944년 : 야마나시 공업 전문학교로 개칭.
학과: 기계과, 전기과, 토목과, 전기통신과, 금속공업과.
- 1946년 : 정밀기계과 증설. 금속공업과를 화학공업과로 개편.
- 1947년 : 발효(醱酵) 연구소 설치.
- 1949년 : 야마나시 대학 공학부가 됨.

## 캠퍼스
- 고후 서(甲府西) 캠퍼스: 대학 본부, 교육인간과학부 캠퍼스.
- 야마나시현 고후시 다케다(武田) 4-4-37.
- 고후 동(甲府東) 캠퍼스: 공학부 캠퍼스.
- 야마나시 현 고후 시 다케다(武田) 4-3-11.
- 의학부 캠퍼스:
- 야마나시 현 주오시 시모카토(下河東) 1110.

## 조직

### 학부
- 교육인간과학부
  - 학교교육과정 (교원양성과정)
  - 평생학습과정
  - 국제공생사회과정
  - 소프트 사이언스 과정 (환경과학, 수리(數理)정보)
- 의학부
  - 의학과 (6년제)
  - 간호학과
- 공학부
  - 순환 시스템 공학과
  - 기계 시스템 공학과
  - 전기전자 시스템 공학과
  - 컴퓨터 미디어 공학과
  - 토목환경공학과
  - 응용화학과
  - 생명과학과

### 대학원
- 의학/공학 종합 교육부 (교육과정)
- 의학/공학 종합 연구부 (교원조직)
- 교육학 연구과 (석사 과정)

### 부속기관
- 도서관
- 의학부 부속 병원
- 공학부 부속 기관:
  - 클린 에너지(Clean Energy) 연구 센터
  - 크리스털 과학 연구 센터
  - 와인(Wine) 과학 연구 센터 ※일본 내 유일
- 부속 학교 (초등학교, 중학교, 유치원, 특별지원학교)